# Macroscelides flavicaudatus
Macroscelides flavicaudatus  (лат.) — вид млекопитающих семейства прыгунчиковых. Долгое время считался подвидом короткоухого прыгунчика.
Вид распространён в пустыне Намиб в западной Намибии.
Тело длиной 20—23 см, из них на хвост приходится 10—13 см. Масса 22—46 г. Активен в сумерки. Основу рациона составляют беспозвоночные животные.